# 스히폴-안트베르펜 고속선
스히폴-안트베르펜 고속선은 네덜란드 암스테르담 스히폴 국제공항과 벨기에 안트베르펜을 잇는 고속선이다.
다음 두 노선으로 이루어져 있다.
- 네덜란드 철도 노선 HSL 자위트
- 벨기에 철도 노선 HSL 4